# Каннето-Павезе
Каннето-Павезе (італ. Canneto Pavese) — муніципалітет в Італії, у регіоні Ломбардія,  провінція Павія.
Каннето-Павезе розташоване на відстані близько 440 км на північний захід від Рима, 50 км на південь від Мілана, 19 км на південний схід від Павії.
Населення — 1368 осіб (2014).

## Демографія
Населення за роками:

Станом на 1 січня 2023 року в муніципалітеті офіційно проживали 102 іноземці з 19 країн, серед них 47 громадян країн Євросоюзу та 5 громадян України.

## Сусідні муніципалітети
- Броні
- Кастана
- Чигоньйола
- Монтескано
- Монту-Беккарія
- Страделла